# Bo Nylén
Bo Nylén, född 24 maj 1942, är en svensk mykolog och författare.
Nylén har gett ut en mängd böcker om svampar och växter, däribland Våra matsvampar (1985), Nordens flora (1992), Fjällflora (1996) och Matsvampar i skog och mark (2017). Han är också fotograf och illustrerar sina egna böcker med sina fotografier.
Nylén har ett mångårigt engagemang inom Svenska Naturskyddsföreningen och är ordförande för Mälaröarnas svampförening. Han är även verksam som lärare vid svampkurser och exkursionsledare, samt som rådgivare vid svamputställningar.